# XFree86 Acceleration Architecture

XAA es una API entre Device-Independent-X (DIX) y Device-Dependent-X (DDX), un controlador de gráficos 2D, aquí p. Ej. con el kernel de Linux.

En el Sistema de ventanas X, XFree86 Acceleration Architecture (XAA) es una arquitectura de controlador para hacer que la aceleración por hardware 2D de una tarjeta de video esté disponible para el servidor X. Fue escrito por Harm Hanemaayer en 1996 y lanzado por primera vez en XFree86 versión 3.3. Fue completamente reescrito para XFree86 4.0. Se eliminó nuevamente de X.Org Server 1.13.
La mayoría de los controladores implementan la aceleración usando el módulo XAA. XAA está activado por defecto, aunque la aceleración de funciones individuales se puede desactivar según sea necesario en el archivo de configuración del servidor (XF86Config or xorg.conf).
El controlador para el chipset ARK fue la plataforma de desarrollo original para XAA.
En el servidor X.Org versión 6.9 / 7.0, EXA se lanzó como un reemplazo para XAA, ya que XAA casi no ofrece una ventaja de velocidad para las tarjetas de video actuales. EXA se considera como un paso intermedio para convertir todo el servidor X al uso de OpenGL.